# Сейнт Ниътс
Сейнт Ниътс (на английски: St Neots) е град в община Хънтингдъншър, област Кеймбриджшър – Източна Англия. Населението на града към 2001 година, заедно с присъединените села Ийтън Сокън и Ийтън Форд е 27 372 жители.

## География
Сейнт Ниътс е разположен по поречието на реката Грейт Оуз, в югозападната част на графството в непосредствена близост до границата с област Бедфордшър. Градчето е разположено по източния бряг на реката и заедно с големите села Ийтън Сокън и Ийтън Форд, намиращи се на срещуположния бряг, формират единно населено място, което представлява най-голямото селище в Кеймбриджшър след имащите статус на „Сити“ – Кеймбридж и Питърбъро. Главният град на графството – Кеймбридж, отстои на около 25 километра в източна посока.
В непосредствена близост западно от града предстои да се изгради участък от Магистрала А1, която е част от транспортния коридор север-юг (Единбург – Лондон).